# Lippstadt
Lippstadt je historické město v německé spolkové zemi Severní Porýní-Vestfálsko. Je největším městem zemského okresu Soest a současně leží také ve vládním obvodu Arnsberg. Leží v pohoří Haar a protéká jím řeka Lippe. Město je situováno přibližně 60 km východně od Dortmundu, asi 40 km jižně od Bielefeldu a 30 km západně od Paderbornu. V roce 2012 zde žilo přes 66 tisíc obyvatel.

## Historie

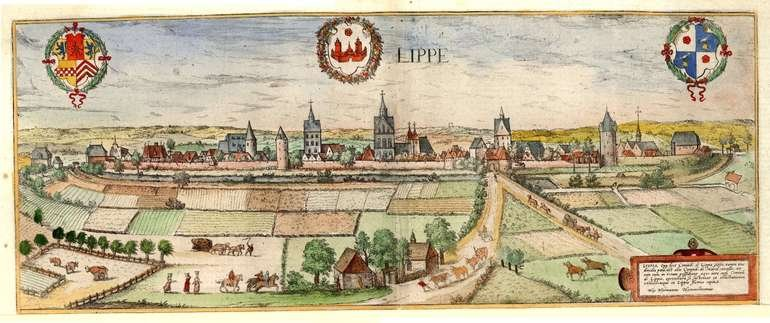
Lippsatdt v roce 1588

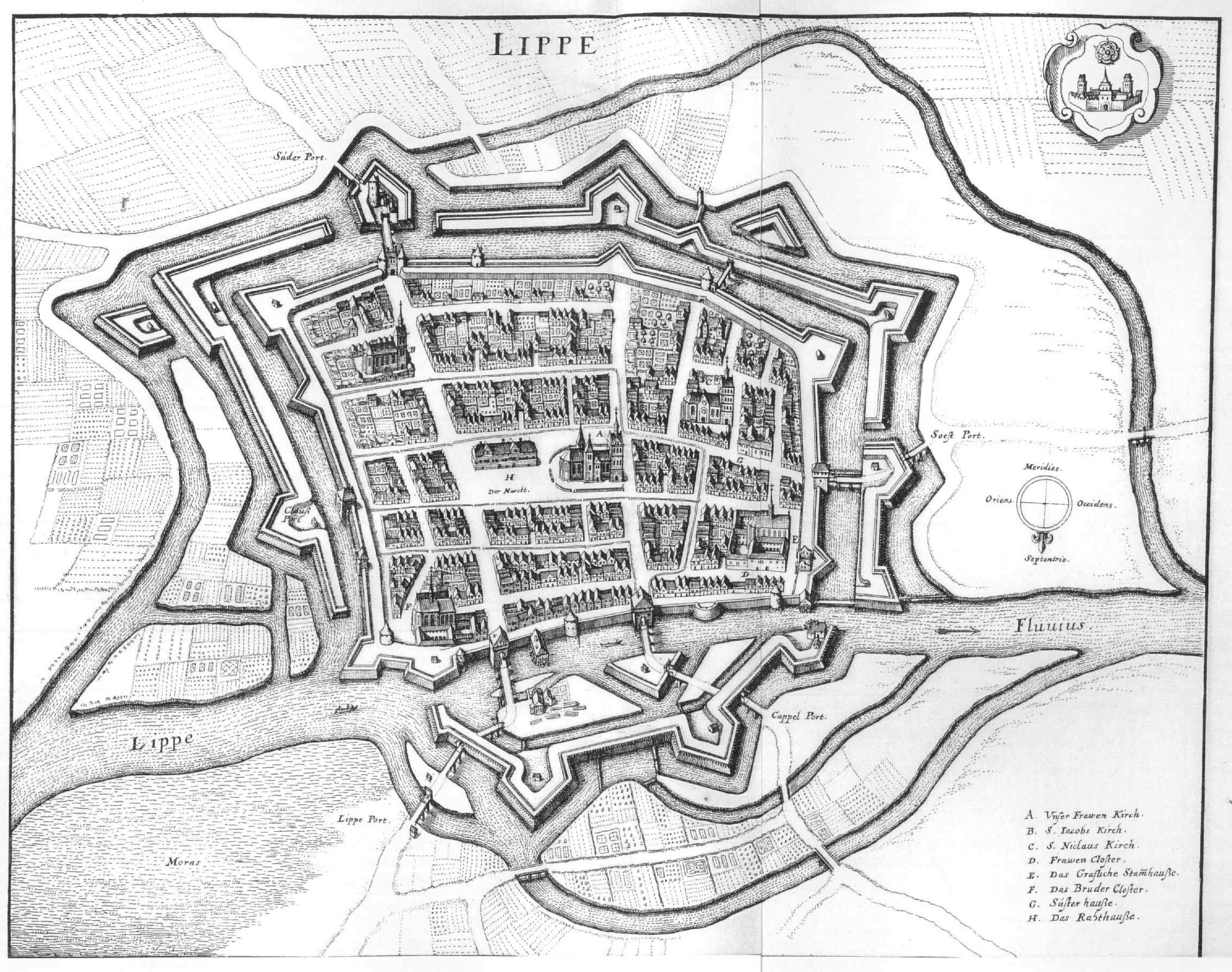
Lippstadt v 17. století

První osídlení v oblasti dnešního města Lippstadt se nacházelo zřejmě v okolí kostela svatého Nikolaje. Osada se nacházela na obchodní stezce mezi Frankfurtem nad Mohanem a Lübeckem a také na stezce mezi městy Paderborn a Münster, z toho důvodu se zde vyvinul trh. Existují předpoklady, že kolem roku 1200 stál v severozápadní části města vodní hrad. Roku 1139 založili Bernhard I. z Lippe a jeho bratr Hermann I. klášter řádu premonstrátských řeholních kanovníků. V roce 1179 byla většina existující osady zničena vojsky kolínského arcibiskupa Philippa I. von Heinsberga. Císař Fridrich I. Barbarossa vydal roku 1185 povolení Barnhardu II. z Lipe k novému vybudování města.
Město se tak začalo postupně znova rozvíjet a poprvé bylo zmíněno v roce 1194. V té době zde existovalo opevnění typu palisáda. Roku 1207 zde existoval augustiniánský klášter. Ve městě bylo postaveno rovněž několik kostelů. V letech 1220 až 1222 získala osada městská práva a roku 1231 vlastní pečeť. Od roku 1260 zde byly budovány nově městské hradby, jejichž výstavba byla dokončená roku 1292. Díky výhodně poloze na obchodních stezkách se ve městě rozvíjely trhy. V 16. století zde existovaly čtyři trhy, koncem 18. století pak již osm trhů. Od roku 1231 vydávalo město vlastní mince. Ekonomickou sílu města zdůraznila také účast v alianci vestfálských měst společně s Münsterem, Soestem a Dortmundem, ke které se Lippstadt připojil 17. července 1253 a která byla potvrzena v Osnabrücku roku 1268. Od 12. století se stal Lippstadt hanzovním městem.
V průběhu 16. století se město připojilo k reformaci, což ovlivnilo jeho další vývoj. Nové učení Martina Luthera zde kázali především členové zdejšího augustiniánského kláštera Johannes Westermann a Herrmann Koiten, kteří působili 1520 až 1524 na univerzitě ve Wittenbergu. V únoru 1531 došlo k povstání příslušníků luteránské církve a členů místních cechů, kteří svrhli stávající vládu a ustanovili novou městskou radu. Později byli všichni kazatelé z města vyhnáni.
V průběhu třicetileté války bylo město obsazeno vojsky Kristiána Brunšvického, která odtud podnikala útočné nájezdy na oblasti v okolí Paderbornu a Münsteru. Poté, co Kristián město opustil, dobyl jej roku 1623 Ferdinand II. Štýrský, město však zůstalo války ušetřeno. Roku 1633 získal město Vilém V. Hesensko-Kasselský, který zde setrval do roku 1648. V průběhu 16. a 17. století proběhla ve městě řada čarodějnických procesů.
V průběhu 17. století došlo k zesílení zdejších městských hradeb. V letech 1656 a 1676 zasáhly zdejší pevnost dva rozsáhlé požáry a roku 1673 epidemie skvrnitého tyfu, při těchto událostech zahynula řada obyvatel města. Roku 1730 obsadil město pruský král Fridrich Vilém I., později bylo pod nadvládou dalšího pruského panovníka Fridricha II. Velikého. Roku 1757 se město zapojilo do sedmileté války na straně Pruska a Hannoverska a čelilo tak nájezdům francouzských vojsk. Roku 1763 bylo zcela zbouráno zdejší městské opevnění.

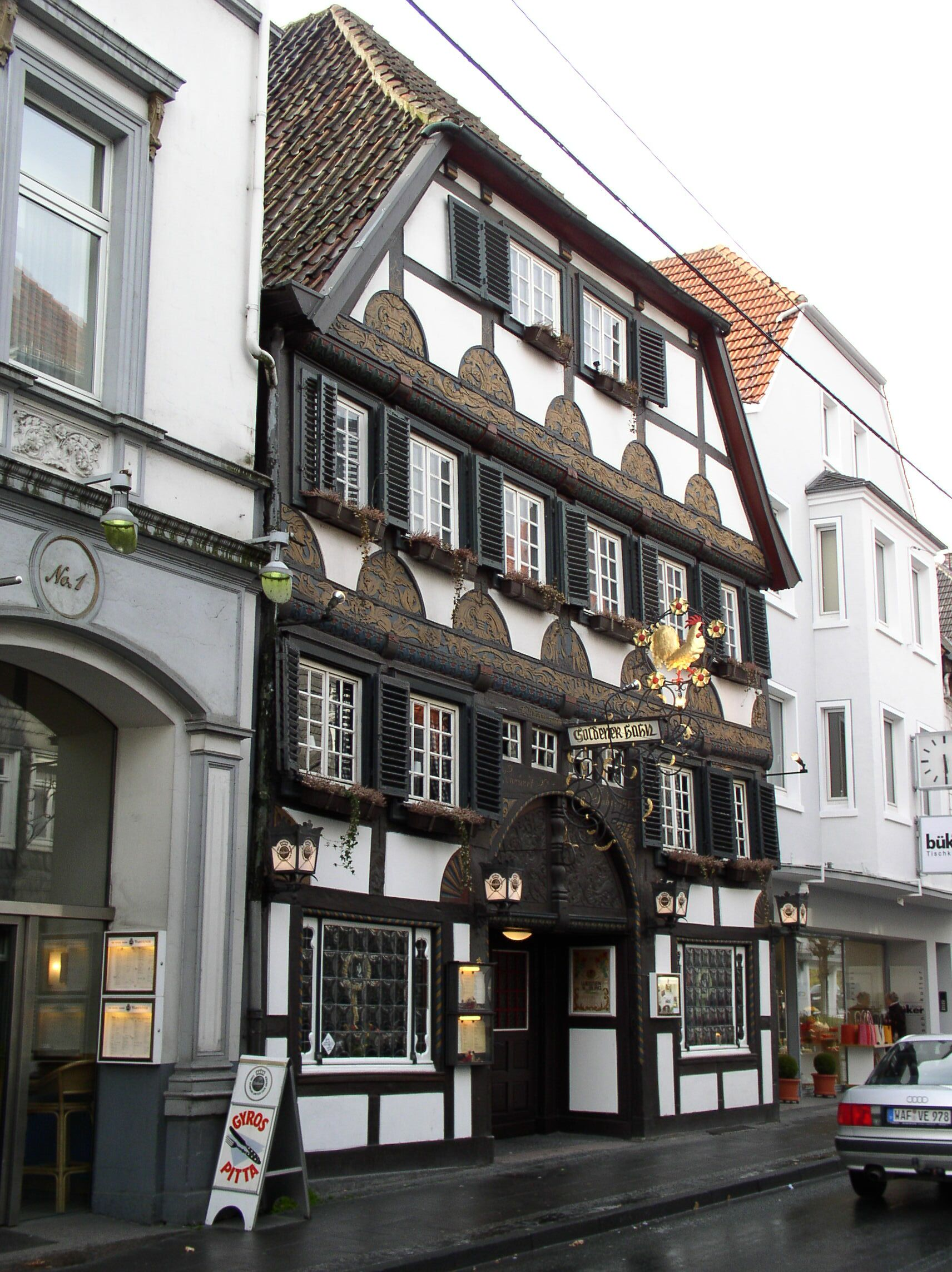
Goldener Hahn je jedním z nejstarších domů v Lippstadtu, vybudován byl v roce 1566

Roku 1807 po uzavření Tylžského míru bylo nuceno Prusko podstoupit území na západním břehu Labe Francii, a tak se dostalo město pod nadvládu Francouzů. Po Vídeňském kongrese roku 1815 se stala země Lippe a také město Lippstadt součástí Německého spolku.
Od roku 1820 s příchodem průmyslové revoluce rostla rychle populace města. Zatímco ve 13. století žily ve městě přibližně tři tisíce obyvatel, roku 1850 to bylo kolem pěti tisíc obyvatel a o dalších 15 let později, roku 1865, to bylo již přibližně sedm tisíc obyvatel. Roku 1902 dosahoval počet obyvatel 13 tisíc. S rozvojem nových průmyslových odvětví se v okolí města rozšířily silnice, roku 1819 zde vyrostl říční přístav. V roce 1850 získalo město napojení na železniční síť, která se dále rozšiřovala v letech 1887 a 1898 a Lippstadt se stal následně významnou železniční křižovatkou. Na přelomu 19. a 20. století vznikla ve městě řada menších a středních podniků.
Po první světové válce zasáhl město hospodářský úpadek a sociální problémy. V roce 1929 zde vznikla místní organizace NSDAP. Od roku 1933 se nedaleko Lippstadtu nacházel koncentrační tábor. V nedaleké nemocnici probíhaly nucené sterilizace, stejně jako vyvražďování postižených osob v rámci akce T4. Roku 1938 byla zničena místní synagoga a v průběhu druhé světové války byla vyvražděna zdejší židovská komunita. Při bombardování na konci druhé světové války nebylo město, na rozdíl od okolních měst, příliš poničeno a roku 1945 bylo osvobozeno americkými vojáky, následně se však stalo součástí britské okupační zóny Německa. Roku 1955 se zde narodil Karl-Heinz Rummenigge.
1. ledna 1975 bylo k městu v rámci regionální územní reformy přičleněno několik obcí o celkové rozloze 29,82 km² a město bylo začleněno do zemského okresu Soest namísto původního zemského okresu Lippstad.

## Významní rodáci
- David Gans

- Karl-Heinz Rummenigge

## Partnerská města
- Uden, Nizozemsko (od roku 1971)
- Bílsko-Bělá, Polsko[2]

## Galerie

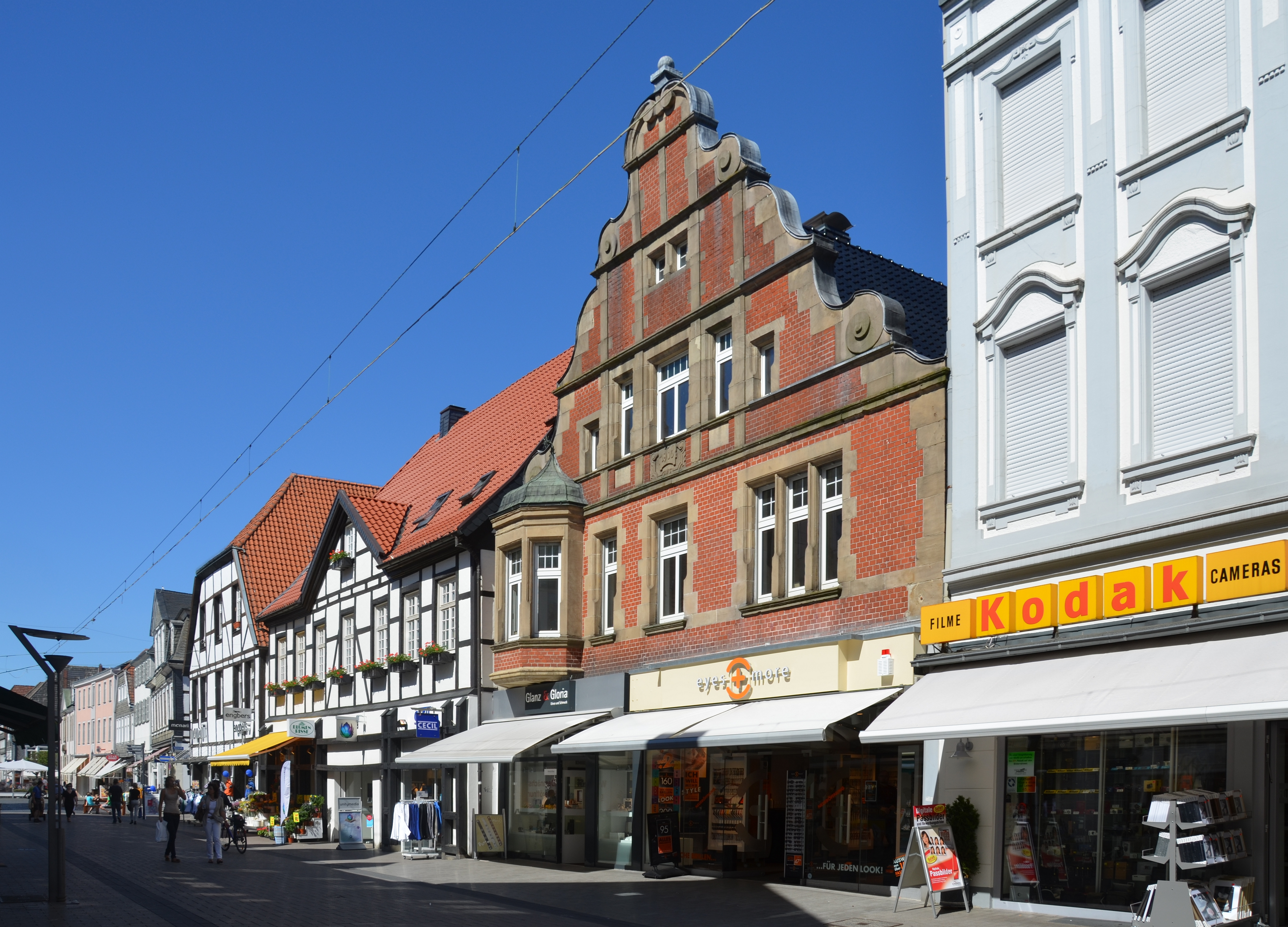
Historické domy v centru města
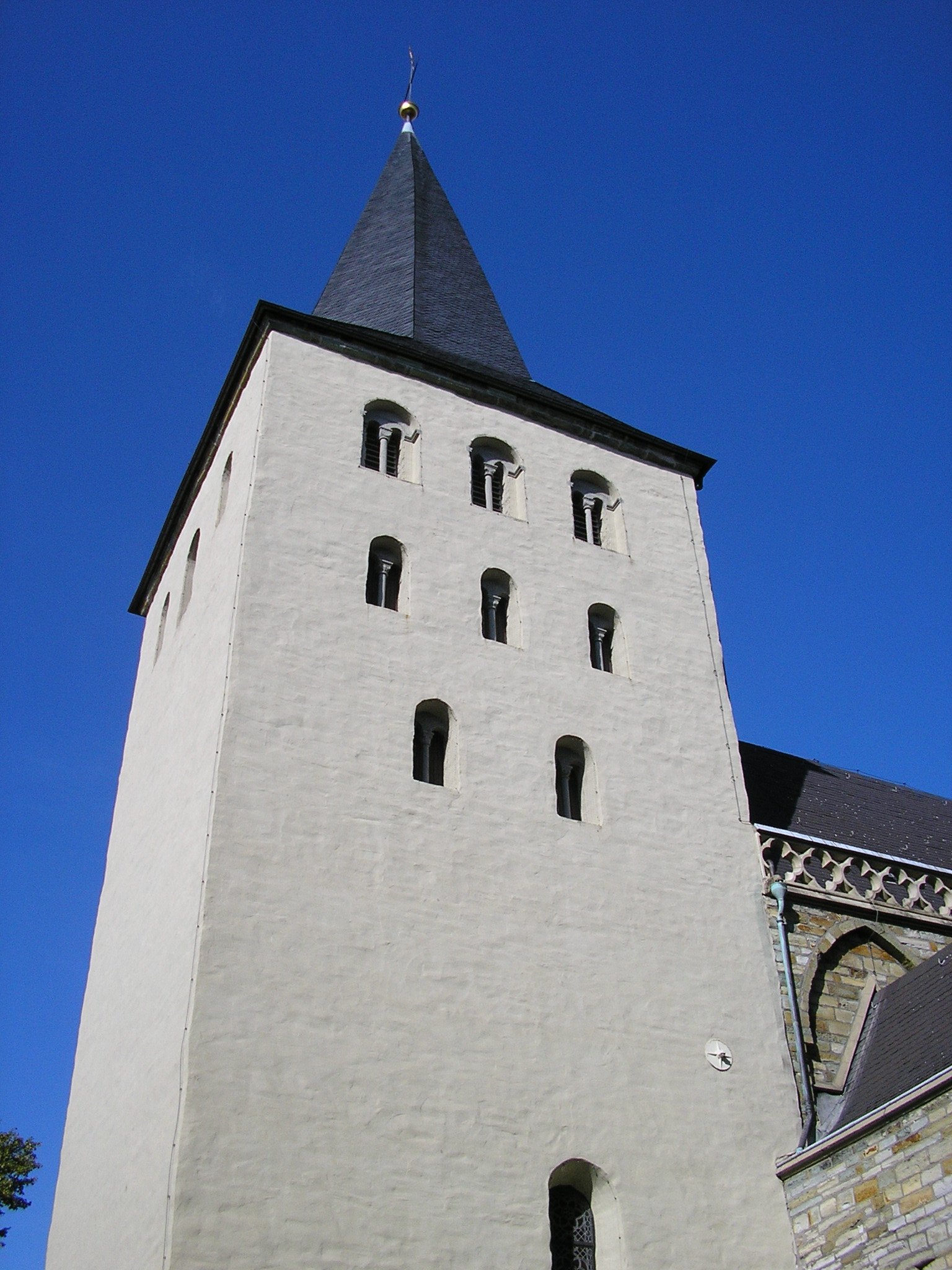
Kostel svatého Nikolaje
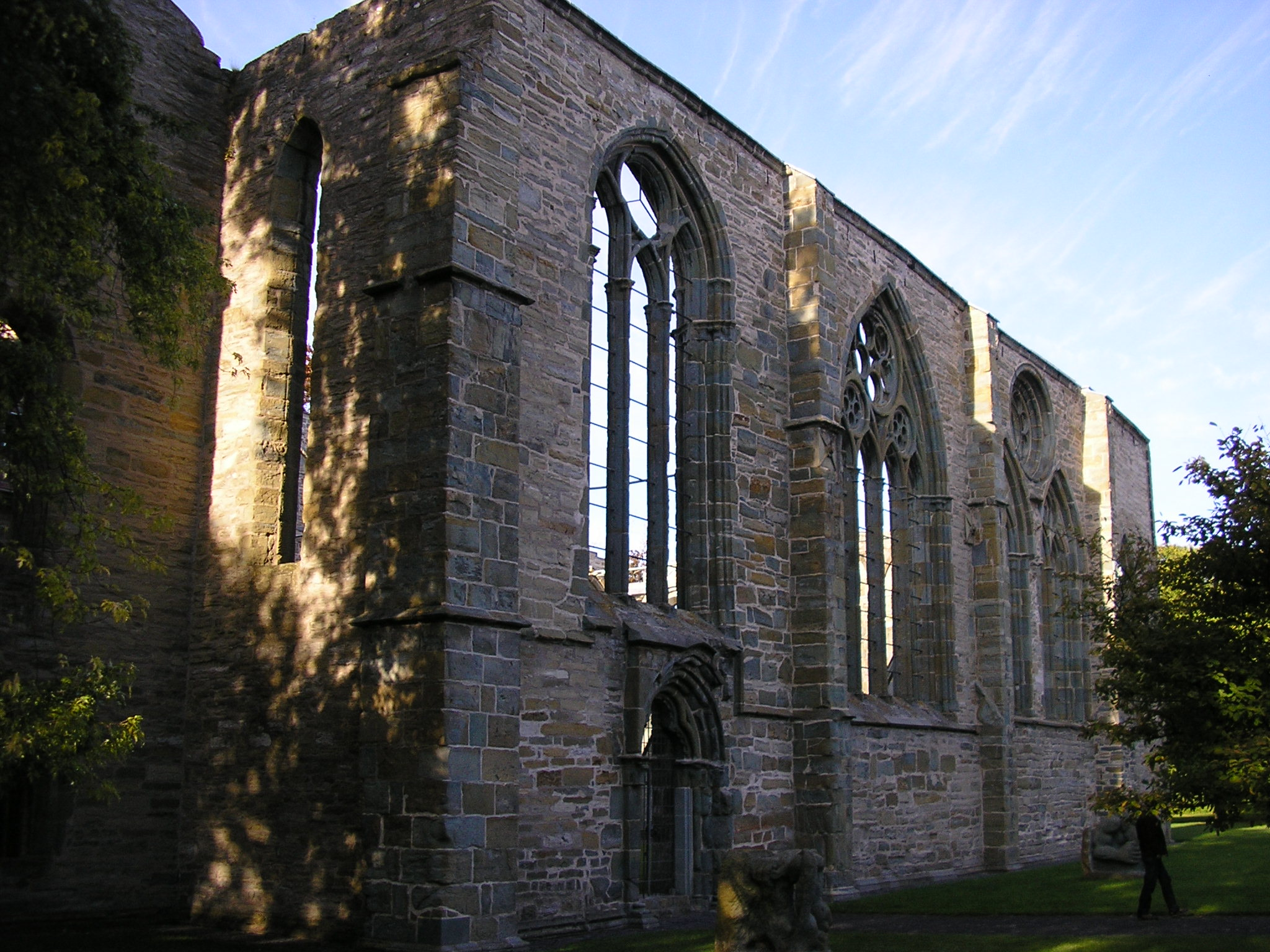
Zbytky augustiniánského kláštera
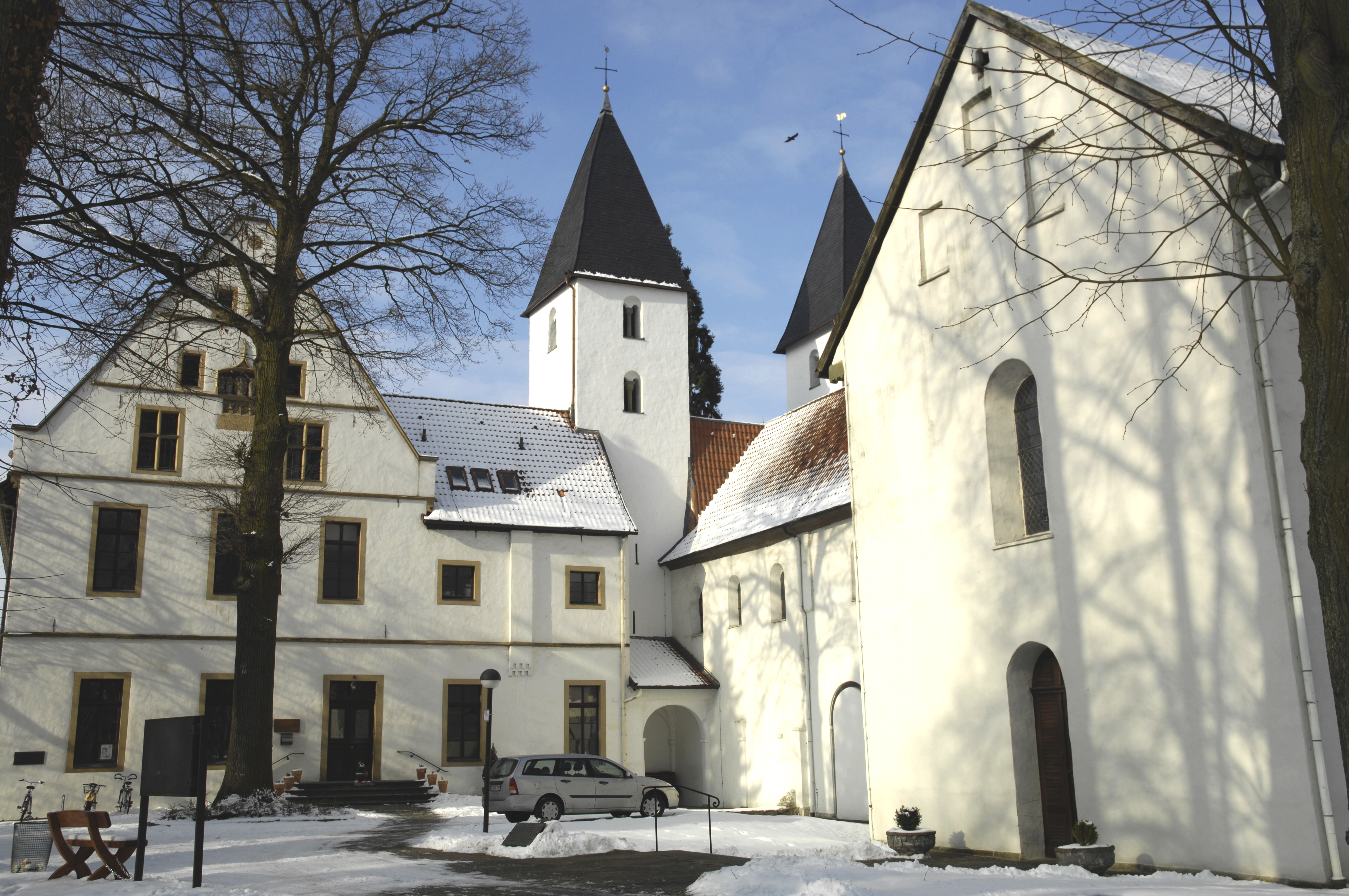
Klášter v městské části Cappel
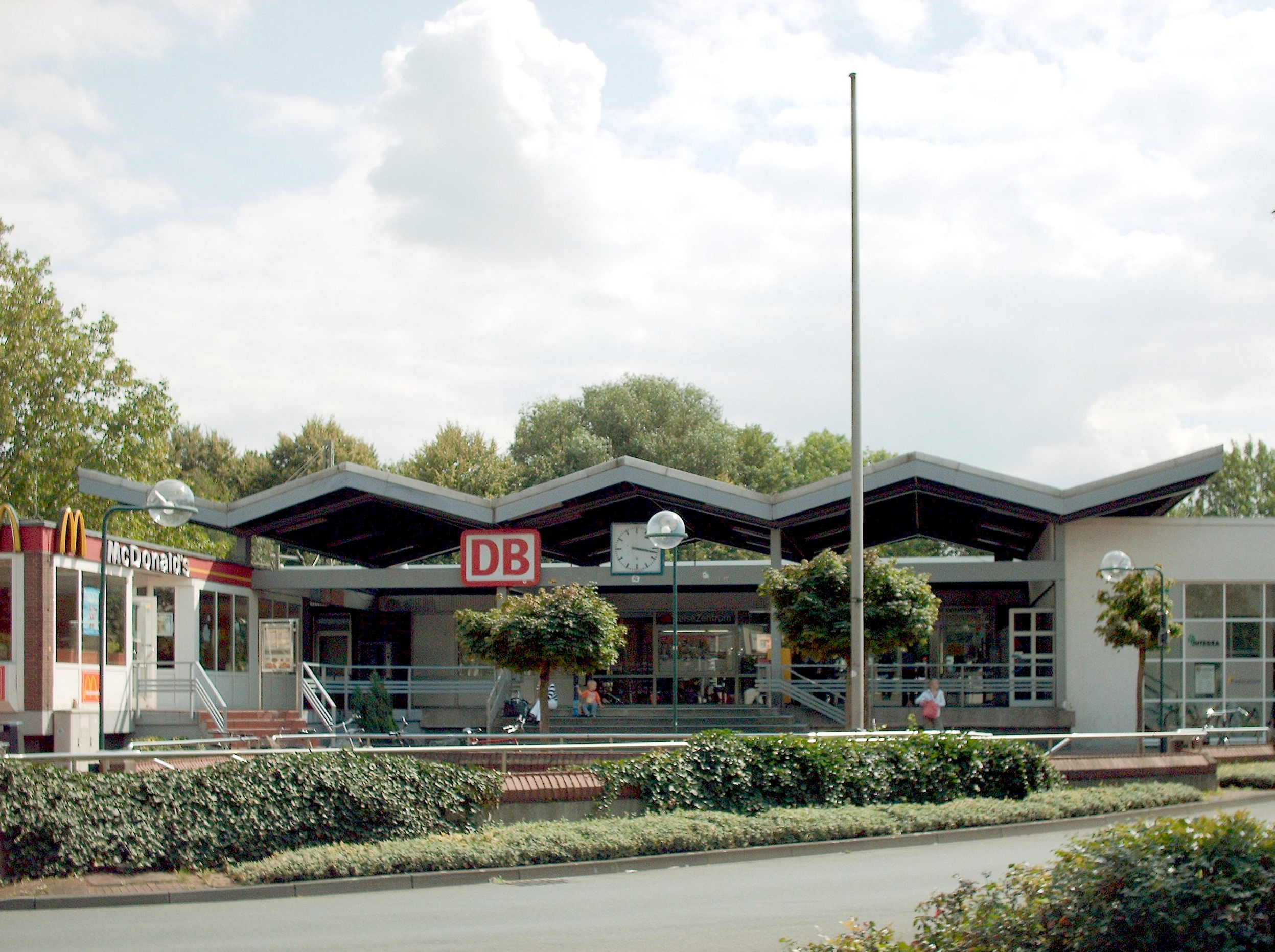
Vlakové nádraží